# هیدروبیولوژی

نمونه‌ای از بوم‌سازگان دریاچه کوهستانی

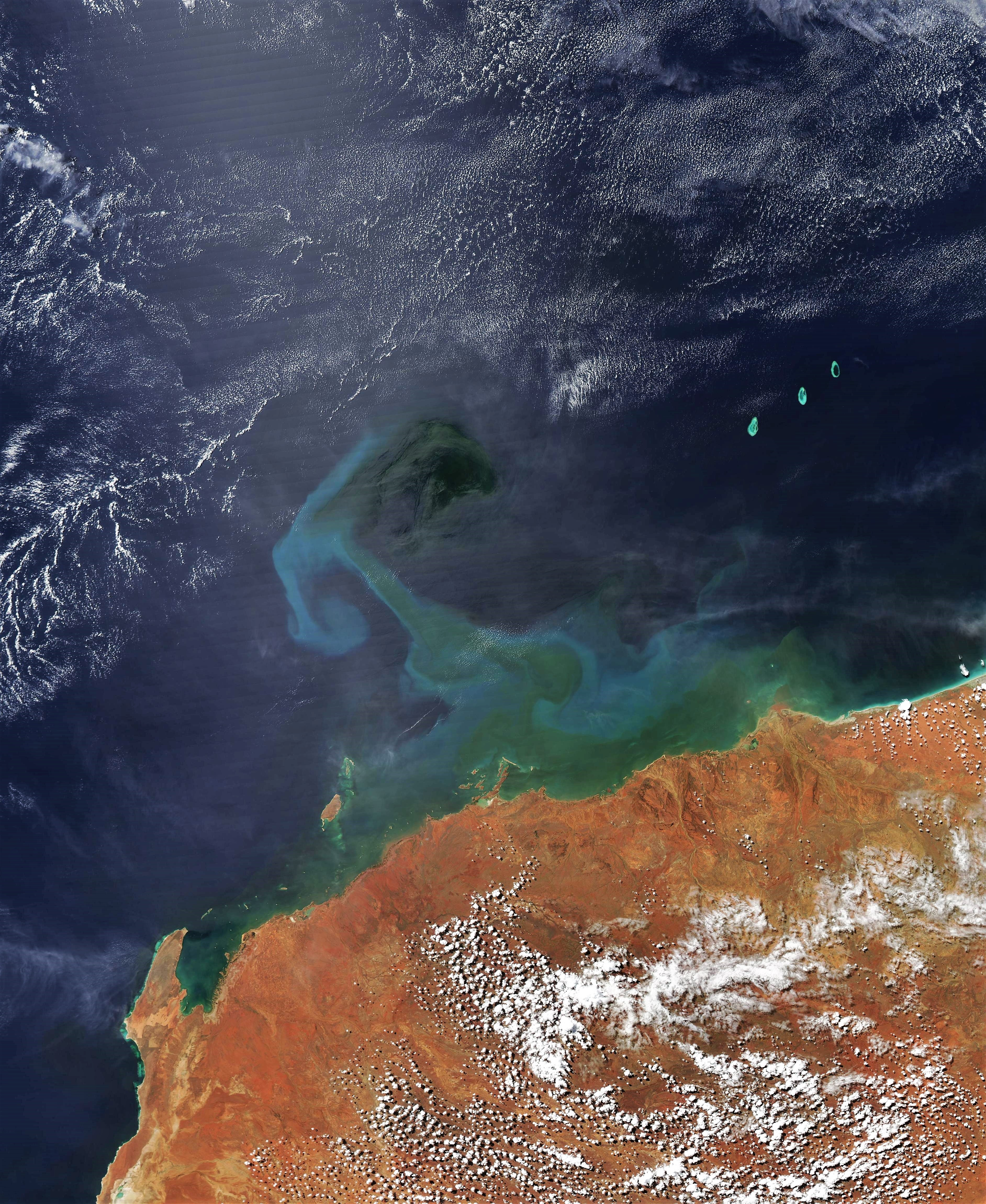
شکوفایی جلبکی از توفند ورونیکا

هیدروبیولوژی (به انگلیسی: Hydrobiology) علم حیات و فرآیندهای حیات در آب است. بسیاری از هیدروبیولوژی مدرن را می‌توان به عنوان زیرشاخه‌ای از بوم‌شناسی در نظر گرفت، اما حوزه هیدروبیولوژی شامل آرایه‌شناسی، زیست‌شناسی اقتصادی و صنعتی، ریخت‌شناسی و فیزیولوژی است. یکی از جنبه‌های متمایز این است که همه زمینه‌ها به جانداران آبزی مربوط می‌شود. بیشتر کارها مربوط به آبگیرشناسی است و می‌توان آن را به بوم‌شناسی سیستم لوتیک (آب‌های جاری) و بوم‌سازگان دریاچه (آب‌های ساکن) تقسیم کرد.